# Collection (activité)
Pour les articles homonymes, voir Collection.

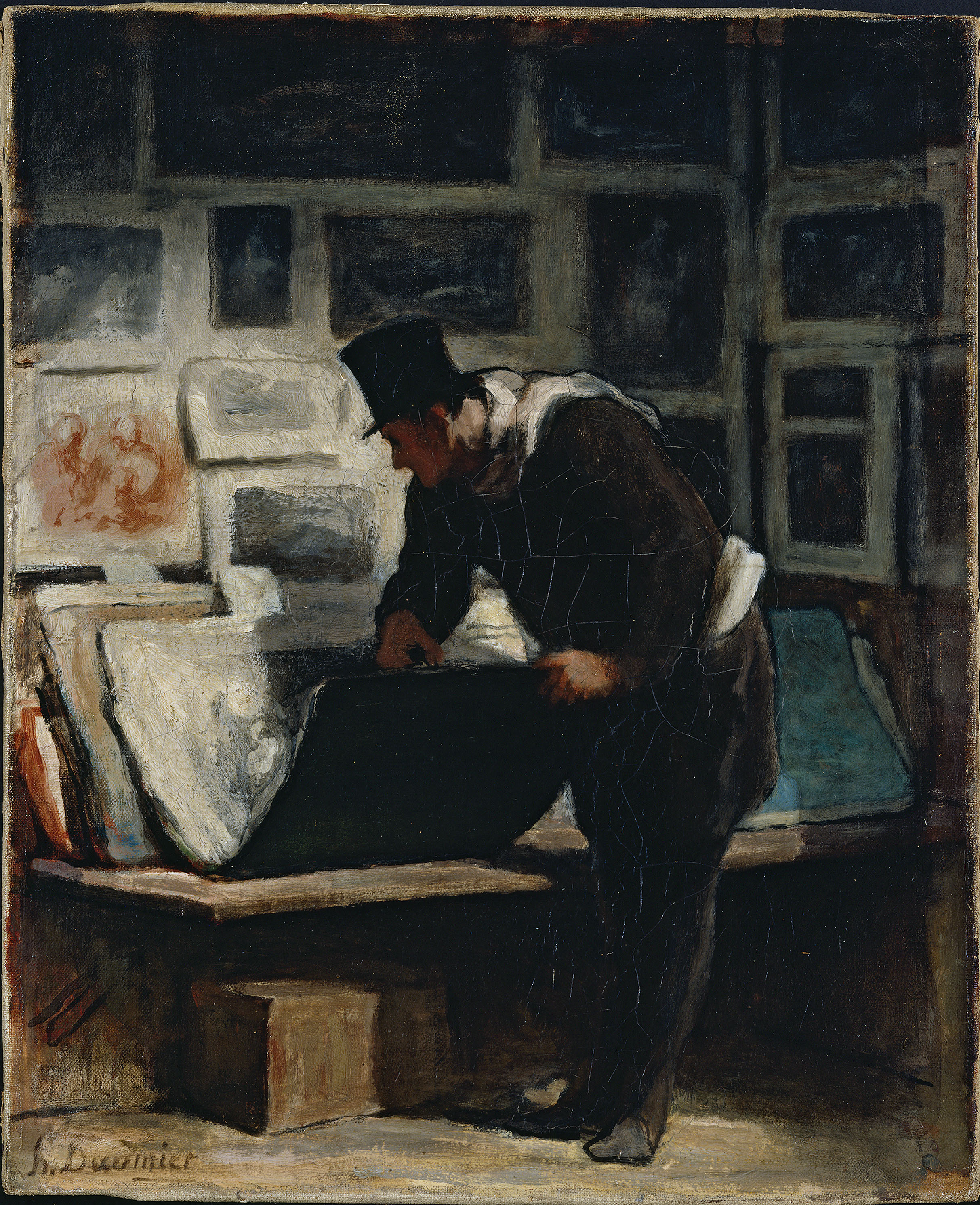
Le collectionnisme accompagne le développement des arts de la civilisation occidentale.
Honoré Daumier, Le Collectionneur de gravures (1857-1860), huile sur toile, Petit Palais.

Une collection est à la fois un regroupement d'objets correspondant à un thème, et l'activité qui consiste à réunir, entretenir et gérer ce regroupement.
La collection peut être pratiquée dans le cadre d'un loisir par un collectionneur qui constitue et stocke une collection privée. Elle peut aussi être pratiquée dans le cadre d'une profession par les conservateurs de musée (collections publiques d'œuvres d'art, d'objets rares ou anciens), les conservateurs de bibliothèque ou d'archive (fonds regroupant des documents).

## Histoire
Les premiers témoignages fossiles de l'activité de collection sont recueillis par André Leroi-Gourhan lors de fouilles dans la grotte du Renne à Arcy-sur-Cure : des blocs de pyrite de fer, une coquille de gastéropode et un polypier fossiles sont volontairement apportés et gardés ensemble dans cette grotte habitée par l'homme de Neandertal au Moustérien.
Dans le monde grec et romain antique, des collections artistiques existent dans les temples (objets votifs), les bibliothèques, dans les palais de princes hellénistiques ou auprès de lettrés. De nombreux épigrammes du papyrus de Milan décrivent ainsi des œuvres d'art ou des objets votifs (gemme, statue, ex-voto), affinant nos connaissances sur le regard ancien et sur la réception des images à l’époque hellénistique.
À la Renaissance, le cabinet de curiosités se répand dans le monde aristocratique européen, avec un certain goût pour l'hétéroclisme et l'inédit. L'engouement pour la collection à cette époque est appelé par les historiens italiens le collectionnisme.
Krzysztof Pomian, l'un des pionniers de la recherche sur l'histoire des collections, définit la collection comme « tout ensemble d’objets naturels ou artificiels, maintenus temporairement ou définitivement hors du circuit d’activités économiques, soumis à une protection spéciale dans un lieu clos aménagé à cet effet et exposé au regard ». Ces objets perdent de leur utilité ou de leur valeur d'échange pour devenir « sémiophores », porteurs de sens.
Le mot collectionneur apparait cependant qu'en 1839. Honoré de Balzac l'écrit pour la première fois dans Monographie du rentier.

## Collections scientifiques
Les collections scientifiques peuvent être constituées de spécimens d'histoire naturelle (botanique, zoologie, minéralogie, géologie, etc.), mais des objets se référant à toute autre discipline scientifique peuvent aussi les composer, comme des artéfacts d'archéologie, des cires anatomiques utilisées en médecine, des objets liés au génie et à la technique, etc.

## Collection d'œuvres d'art
Activité pratiquée d'abord par les aristocrates (exemple du mécénat), elle se développe par la suite dans la bourgeoisie (notamment dans le monde des artistes comme Étienne Moreau-Nélaton ou celui des affaires des années 1970). Elle peut se faire par plaisir ou par spéculation, suivre le conseil des critiques ou des marchands d'art pour faire son choix. L'amateur réunissant des œuvres d'art peut participer à des ventes aux enchères ou passer des commandes auprès des artistes, léguer parfois ses acquisitions à des institutions publiques.
La collection d'autoportraits du Corridor de Vasari, engagée par 200 tableaux par le cardinal Léopold de Médicis, la collection Verzocchi, collection originale de tableaux, autour du thème du travail, rassemblée à Forlì entre 1949 et 1950 par l'industriel italien Giuseppe Verzocchi, la collection Ares qui compte plusieurs collection d'artistes modernes et contemporain, la Collection Kesauri, appartenant à la famille Kesauri, des travaux de peintres connus qui déterminent le développement de l'art, de la Renaissance à nos jours sont des exemples de collections d'œuvres d'art.

## Collection d'objets de la vie quotidienne
Dans le cadre des loisirs, il existe des noms pour désigner les différents types de collection en fonction des objets qu'elles comprennent. Comme dans tout domaine spécialisé, certains de ces noms ne sont pas attestés par les dictionnaires courants.
En particulier, le docteur Edmond Locard, dans son Manuel du philatéliste, a défini ce qui caractérise tout collectionneur et lui a donné le nom savant, générique, de « syllectimane ».
Jusqu'au XIXe siècle, le terme de cabinet de curiosités désignait la pièce où le collectionneur rangeait ses objets, notamment les médailles, les œuvres d'art et les objets d'histoire naturelle.
Appellation des collectionneurs par type de collection
- Arénophile : collectionneur de sable
- Aspiratéliste: Collectionneur d'aspirateurs
- Arctophile : collectionneur d'ours en peluche
- Bibliophile : collectionneur de livres
- Billetophile : collectionneur de billets de banque
- Boxoferrophile : collectionneur de boîtes en fer
- Buticulamicrophile : collectionneur de mignonnettes
- Buxidanicophile : collectionneur de tabatières
- Calamophile : collectionneur de plumes et porte-plume
- Calcéologiste : collectionneur de chaussures
- Canettophile : collectionneur de canettes en métal
- Canivettiste : collectionneur d’images pieuses
- Canaroplastiquophile : collectionneur de canard en plastique
- Cassanuxiphile : collectionneur de casse-noix
- Capillabélophile : collectionneur de fonds de chapeau
- Cartophile : collectionneur de cartes postales
- Céphaloclastophile : collectionneur de casse-tête
- Cervalobélophile : collectionneur de sous-bocks de bière
- Cochiliophile : collectionneur de cuillères
- Conchyophile : collectionneur de coquillages
- Copocléphile : collectionneur de porte-clefs
- Cucullaphile : collectionneur de cagoules
- Cucurbitaciste : collectionneur d’étiquettes de melon
- Cumixaphiliste : collectionneur d'allumettes
- Curiosaphiliste : collectionneur d'objets ou d'images érotiques
- Dentiscalpiste : collectionneur de cure-dents
- Digitabuphile : collectionneur de dés à coudre
- Echéphile : collectionneur de jeux d’échecs
- Ephécalarophile : collectionneur de calendriers
- Érinnophile : collectionneur de vignettes sans valeur postale
- Ésitériophile : collectionneur de titres de transport
- Ethylabélophile : collectionneur d'étiquettes de bouteilles d'alcool
- Fabophile : collectionneur de fèves (de galette des rois)
- Ferrovipathe : collectionneur de trains miniatures ou de patrimoine ferroviaire
- Fibulanomiste : collectionneur de boutons
- Fiscophiliste : collectionneur de timbres fiscaux
- Gazettophile: collectionneur de journaux anciens
- Glacophile : collectionneur de pots de yaourt
- Glycophile : collectionneur d’emballage de morceaux de sucre
- Héraldiste : collectionneur de blasons
- Hululophiliste : collectionneur de hiboux et de chouettes
- Iconomécanophile : collectionneur d'appareils photo
- Lécythiophile : collectionneur de miniatures de parfum
- Lépidoptérophile : collectionneur de papillons
- Lithophiliste : collectionneur de pierres
- Logicophile : collectionneur d'objets logiques et souvent inutiles
- Lucanophile : collectionneur de cerfs-volants
- Ludophile : collectionneur de jeux
- Malacologiste : collectionneur de mollusques
- Marbétophile : collectionneur d’étiquettes d’hôtels
- Marcophiliste : collectionneur de flammes postales
- Mécarithmophile : collectionneur de machines à calculer, de calculatrices
- Microtyrosémiophile : collectionneur de crèmes de gruyère
- Minéralophile : collectionneur de minéraux
- Mylokaphephile [6]: collectionneurs de moulins à cafés
- Molipipérophile: collectionneur de moulins à poivre, s'applique par extension au collectionneur de bournachiers
- Molubdotémophile : collectionneur de taille-crayons
- Nicophiliste (ou nicophile[7]) : collectionneur de paquets de cigarettes
- Notaphile : collectionneur de factures
- Numismate : collectionneur de pièces de monnaie
- Odoflascophile : collectionneur de flacons de parfum
- Œnosémiophiliste : collectionneur d’étiquettes de bouteilles de vin
- Oologiste : collectionneur de coquilles d'œufs
- Operculophile : collectionneur d'opercules (couvercles de crèmes à café en godet)
- Orchidophile : collectionneur d'orchidées.
- Ornithologiste : collectionneur d’oiseaux
- Phalériste : collectionneur de décorations
- Philatéliste : collectionneur de timbres
- Philopin : collectionneur d'épinglettes (pin's en anglais)
- Philuméniste : collectionneur de boîtes d’allumettes
- Placomusophile: collectionneur de plaques de muselet
- Planagologiste : collectionneur de poupées
- Pressophile : collectionneur de fers à repasser anciens
- Ptérophile : collectionneur de plumes d'oiseaux.
- Puxisardinophile : collectionneur de boîtes de sardines
- Saccuplastikophile : collectionneur de sacs plastique
- Schoïnopentaxophile : collectionneur de cordes de pendus
- Scripophile : collectionneur d’actions et titres anciens
- Scutelliphile : collectionneur d’écussons
- Sigillophiliste : collectionneur de sceaux
- Stickophile : collectionneur d'auto-collants
- Stéphanophile : collectionneur de couronnes de galettes des rois
- Stylobiliaphile, stylumobilophile, stylographile, stylopubligraphile : collectionneur de stylographes
- Tégestophile : collectionneur d'objets en rapport avec la bière
- Tetrachromaphile : collectionneur de stylos quatre couleurs [8]
- Tyrosémiophile : collectionneur d’étiquettes de fromages
- Ufologiste : collectionneur de documents sur les OVNI
- Vexillologiste : collectionneur de drapeaux et étendards
- Vitolphiliste : collectionneur de bagues de cigares
- Xylophile : collectionneur de gravures sur bois